# Танці на льоду (срібна монета)
«Та́нці на льо́ду» — пам'ятна срібна монета номіналом 10 гривень, випущена Національним банком України, присвячена XIX зимовим Олімпійським іграм, що відбулися у 2002 році в Солт-Лейк-Сіті (США).
Монету було введено в обіг 30 січня 2001 року. Вона належить до серії «Спорт».

## Опис та характеристики монети
| Номінал грн. | Метал            | Маса, грам   | Діаметр, мм. | Якість виготовлення | Гурт     | Тираж, штук |
| ------------ | ---------------- | ------------ | ------------ | ------------------- | -------- | ----------- |
| 10           | срібло 925 проби | 31,1 / 33,62 | 38,6         | пруф                | рифлений | 3 000       |

### Аверс
На аверсі монети півколом зображено стилізований фрагмент сніжинки, на якому розміщено: напис УКРАЇНА та малий Державний Герб України; праворуч внизу, на тлі дзеркала написи: на монеті із срібла — «10», «ГРИВЕНЬ», «2001» позначення металу та його проби «Ag 925», вага в чистоті — «31,1» та логотип Монетного двору Національного банку України.

### Реверс

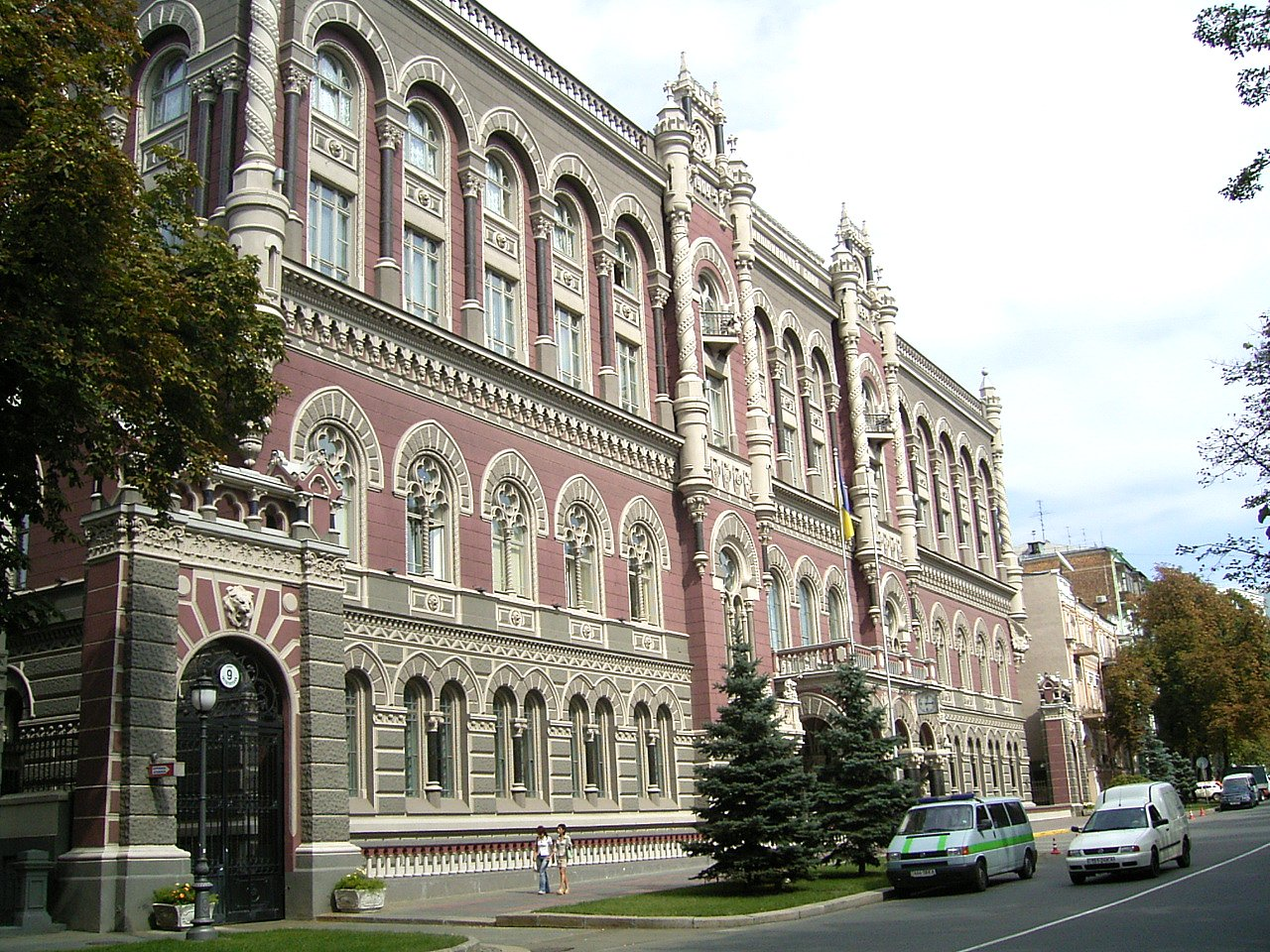
Будівля Національного банку України

На реверсі монети у лівій верхній частині монети на дзеркальному тлі стилізовано зображено пару танцюристів, у правій нижній частині монети на рельєфному зображенні сніжинки розміщено написи: «ХІХ ЗИМОВІ ОЛІМПІЙСЬКІ ІГРИ», «СОЛТ-ЛЕЙК-СІТІ», «2002».

## Автори
- Художники: Козаченко Віталій, Таран Володимир, Харук Олександр, Харук Сергій.
- Скульптор — Дем'яненко Володимир.

## Вартість монети
Ціна монети — 530 гривень, була вказана на сайті Національного банку України у 2014 році.
Фактична приблизна вартість монети, з роками змінювалася так:
| Рік        | 2010 | 2011 | 2012 | 2013 | 2014 | 2015 | 2016 | 2017  | 2018  | 2019 | 2020 | 2021  | 2022  | 2023  | 2024  | 2025  |
| ---------- | ---- | ---- | ---- | ---- | ---- | ---- | ---- | ----- | ----- | ---- | ---- | ----- | ----- | ----- | ----- | ----- |
| Ціна, грн. | 370  | 420  | 500  | 500  | 500  | 700  | 780  | 1 100 | 1 100 | 900  | 800  | 1 100 | 1 250 | 2 000 | 2 350 | 2 600 |